# Ekalaka
Ekalaka è una città degli Stati Uniti d'America situata in Montana, nella Contea di Carter.